# Makoszowy
Makoszowy (niem. Makoschau) – dzielnica miasta Zabrze od 1951, dawniej samodzielna gmina Makoszowy.

## Informacje ogólne
Dzielnica zlokalizowana w południowej części miasta pośród licznych lasów i stawów nad rzeką Kłodnicą i jej dopływami Kochłówką (Potokiem Bielszowickim) i Czarniawką. W skład Zabrza została włączona w roku 1951. Makoszowy zajmują powierzchnię 8,84 km², gdzie zameldowanych jest 2138 osób (2015 r.). Gęstość zaludnienia wynosi 241,86 km², jest to najniższa wartość w mieście. Dominującą zabudową są domy jednorodzinne zlokalizowane w zachodniej części dzielnicy. Obiektem regulującym życie mieszkańców była Kopalnia Węgla Kamiennego Makoszowy, która została uruchomiona w 1906 roku pod nazwą Delbrück. Pierwszego lipca 2005 roku podjęto decyzję o połączeniu z kopalnią „Sośnica”. Dziesięć lat później 1 maja 2015 dokonano rozdziału na odrębne kopalnie. Pod koniec roku 2016, decyzją ministra energii wstrzymano wydobycie w kopalni. Konsekwencje likwidacji kopalni to ogromny wzrost bezrobocia, nie tylko w dzielnicy, ale i w całym mieście oraz negatywne skutki dla firm kooperujących oraz branż pokrewnych górnictwu.

## Historia
Do połowy XIX wieku osada zamieszkiwana była głównie przez ludność rolniczą. Dopiero w drugiej połowie XIX wieku, w związku z tworzeniem się Górnośląskiego Okręgu Przemysłowego, Makoszowy zaczęły nabierać charakteru przemysłowego, a zwłaszcza górniczego.
W Makoszowach znajduje się wybudowana w 1906 roku kopalnia węgla kamiennego. 28 sierpnia 1958 roku wydarzyła się w niej największa tragedia w powojennej historii polskiego górnictwa. W wyniku pożaru zginęło 72 górników, 87 zostało ciężko rannych. W 1922 r. Makoszowy włączono do Polski.